# The Process of Farmakon
The Process of Farmakon è un EP della band finlandese Skepticism. La prima traccia, Backward Funeral and the Raven, è una versione diversa da The Raven and the Backward Funeral, proposta in Farmakon.

## Elenco Tracce
1. Backward Funeral and the Raven  – 7:50
2. The Process of Farmakon – 10:40

- Il brano "The Process of Farmakon" in realtà dura 7:25. Dopo un minuto di silenzio (7:25 - 8:25), inizia una traccia nascosta senza titolo (8:25 - 10:28), seguita infine da 12 secondi di silenzio che concludono il brano (10:28 - 10:40).